# Karl Friedrich Schinkel
Karl Friedrich Schinkel (13. ožujka 1781. – 9. listopada 1841), bio je pruski romantičarski arhitekt, urbanist i slikar koji je također dizajnirao i namještaj i kazališnu scenografiju. Schinkel je bio najistaknutiji predstavnik neoklasicizma i neogotike u njemačkoj arhitekturi.

## Životopis
Schinkel je rođen u Neuruppin u pruskoj markgrofoviji Brandenburg. Oca je izgubio kao šestogodišnjak u katastrofalnom gradskom požaru. Postao je učenikom, ali i prijateljem F. Gillyja (1772. – 1800.) i njegova oca, Davida Gillya, u Berlinu. Nakon studijskog puta u Italiju 1805. god. počeo je zarađivati kao slikar. God. 1816., uredio je scenu za Mozartovu operu Čarobna frula; ova scena prekrivena zvijezdama se i dans često postavlja za ovu operu. Upoznavši slikarstvo Caspara Davida Friedricha 1810. god. u Berlinu, spoznao je kako nikada neće sustići ovog slikara u majstorstvu i odlučio se posvetiti arhitekturi. Nakon Napoleonova poraza, Schinkel je nadgledao Prusku komisiju za izgradnju gdje je utjecao na oblikovanje, tada još uvijek neuglednog Berlina, ali i druge projekte u tada ekspanzionističkom pruskom carstvu od Rhinelanda na zapadu do Königsberga na istoku.
Od 1808. do 1817. god. Schinkel je obnovio Dvorac Rosenau u Coburgu, i to u novom neogotičkom stilu. Schinkelov stil u arhitekturi je više inspiriran starogrčkom, nego starorimskom arhitekturom, i to zbog pokušaja da se distancira od tada dominantnog rimskog načina gradnje francuskih okupatora. Zbog toga se smatra tvorcem starogrčkog historicističkog stila. Njegove najslavnije građevine su većinom u Berlinu, poput: Neue Wache (1816. – 1818.), Schauspielhaus (1819. – 1821.) i Altes Museum (Stari muzej, muzejski otok u Berlinu, 1823. – 1830.).
Kasnije se potpuno udaljio od neoklasicizma i posvetio neogotičkoj obnovi, što se vidi na njegovoj crkvi Friedrichwerder (1824. – 1831.). Schinkelova Bauakademie (1832. – 1836,), njegova nojinovativnija građevina, je nadišla historicističke konvencije i ušla u sferu "modernističke" arhitekture čistih linija, koja će postati dominantna u Njemačkoj tek početkom 20. stoljeća.
Schinkel je zaslužan i za razvoj teorije arhitekture, što dokazuju njegovi brojni neizvedeni planovi, kao npr. obnova Atenske akropole u kraljevsku palaču novog Grčkog kraljevstva ili palače Orianda na Krimu, koje je prikazao u svojim djelima Sammlung architektonischer Entwürfe (1820. – 1837.) i Werke der höheren Baukunst (1840. – 1842.; 1845. – 1846.).  Zaslužan je i za dizaj željeznog križa, pruski orden koji je kasnije prihvatila i Njemačka.
Nažalost nije uspio ostvariti svoj potencijal do kraja, predstavljen brojnim skicama, što zbog francuske okupacije, što zbog svoje prerane smrti.

## Djela
- Srednjovjekovni grad pored rijeke, ulje na platnu, poslije 1813., Stara nacionalna galerija, Berlin.
- Spomenik palim borcima u Bitci za Kulm (Varvažov, Češka) iz 1817. god.
- Koncertna dvorana u Berlinu (Schauspielhaus, 1818.-1821.)
- Palača Ehrenburg u Coburgu (1821.-1841.)

## Vanjske poveznice
- Karl Friedrich Schinkel